# Apatemyia flavipes
Apatemyia flavipes là một loài ruồi trong họ Tachinidae.